# Abdelhafid Boussouf
Abdelhafid Boussouf (عبد الحفيظ بوصوف, en árabe), también conocido como «Si Mabrouk» nació el 17 de agosto de 1926 en el norte de Constantina y falleció el 31 de diciembre de 1980 en París. Fue un militante nacionalista argelino. Es una figura clave para la historia de los servicios de inteligencia argelinos y la guerra de independencia de Argelia.  

## Biografía

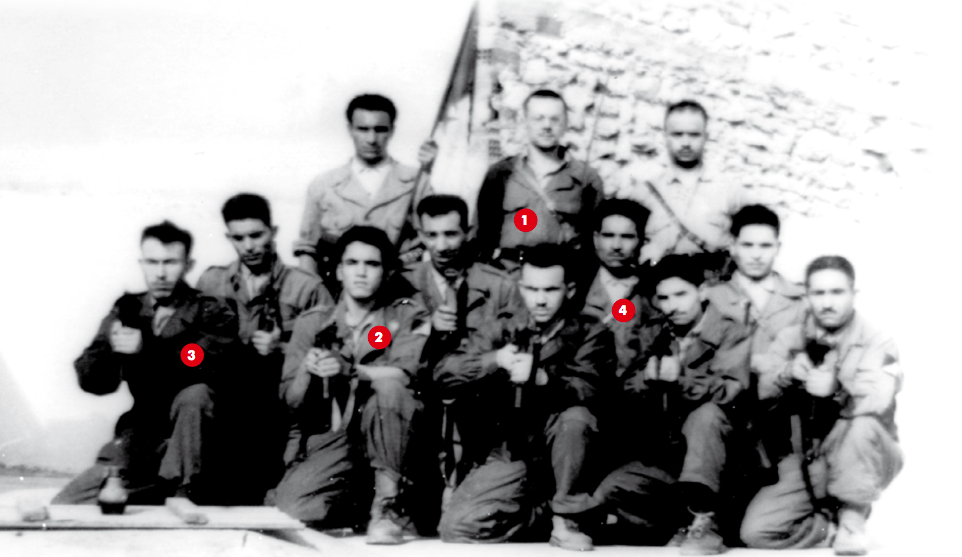
Elementos del Mando Central de la Wilaya V. 1: Abdelhafid Boussouf, 2: Larbi Ben-M'hidi, 3 : Huari Boumedian, 4 : Rachid Mosteghanemi.

Abdelhafid Boussouf nació en 1926 en Mila, en el norte de Constantina. Creció en el seno de una familia ilustre pero arruinada. Trabajó como repartidor en Constantina. Empezó su militancia siendo aún muy joven en la misma ciudad, con el Partido del Pueblo Argelino (PPA) de Messali Hadj, a principios de los años 1940. Durante su militancia en el PPA conoció a otros cargos importantes del Frente de Liberación Nacional (FLN), Mohamed Boudiaf, Larbi Ben M’hidi y Lakhdar Bentobal. Fue uno de los responsables de la circunscripción de Tlemcen dentro del Movimiento por el Triunfo de las Libertades Democráticas (MTLD), creado en octubre de 1946 para reemplazar al PPA. En 1950, entró en la Organización secreta (OS), brazo armado del MTLD, pasó a la clandestinidad, y pronto, se convirtió en un alto cargo de la OS. También fue miembro del Comité Revolucionario de Unidad de Acción (C.R.U.A), que duró solo unos meses y fue anterior a la creación del FLN. Fue uno de los 22 altos cargos de la OS que se reunieron en junio de 1954 en la villa de Clos Salambier en Argel y decidieron pasar a la lucha armada. 
Al poco de estallar la guerra en 1954, se convirtió en el auxiliar de Larbi Ben M’Hidi, jefe del Orán (wilaya V). En 1956, Ben M’Hidi le dejó el mando de la wilaya V. No tardó en instalarse en Uchda (Marruecos), dónde formó el tándem Boussouf-Bumedián, con el coronel Huari Bumedián, juntos abastecerían en armamento al Ejército de Liberación Nacional, brazo armado del FLN. 
En agosto de 1956, participó en el Congreso de la Soummam que dio lugar a la creación del Consejo Nacional de la Revolución argelina (CNRA) y del Comité de Coordinación y Ejecución (CCE). En 1957, pasó a formar parte del CEE, tras su ampliación. 
Encabezó los servicios especiales del FLN durante la guerra de independencia de Argelia, con bases operativas en Marruecos, Egipto (hasta 1959), Túnez y Libia. Creó un verdadero sistema de inteligencia y espionaje, el «sistema Boussouf» dentro del FLN. También tuvo un papel importante en la formación de jóvenes espías del FLN, «los boussouf boys». Boussouf fue un estadista convencido, entre sus referentes políticos se encontraban Napoleón, Franco y Stalin. Además, supo crearse una red clientelar y de discípulos, clave de su poder e influencia.
El posicionamiento de Boussouf y de otros militares de altos cargos triunfó tras la independencia, situándose en la continuidad de la historia de Argelia, de los caciques y sistemas de mando basados en el sometimiento y la obediencia. 
Sin embargo, después de la guerra de independencia, Abdelhafid Boussouf fue apartado del poder por el tándem Ben Bella-Bumedián. El  Ministerio de Armamento y Enlaces Generales (MALG) se convirtió en el SM (Seguridad Militar), con Kadsi Merbah al mando. Boussouf renunció a toda actividad política y se dedicó a los negocios, con cierto éxito. Murió de una parada cardíaca, en París, el 31 de diciembre de 1980.

## Los servicios de inteligencia argelinos durante la guerra de independencia
Abdelhafid Boussouf fue el principal actor de la creación del servicio de inteligencia argelino durante la guerra de independencia, matriz de los servicios de inteligencia argelinos después de la independencia. 
En 1956, desde Marruecos, puso en marcha un primer servicio de transmisión y escucha con el fin de proteger a los dirigentes del Ejército de Liberación Nacional del enemigo, aunque pronto su misión se extendió a la vigilancia de los propios miembros del FLN y al control y espionaje de las poblaciones. Boussouf estuvo al mando de la policía política del FLN, encargada del condicionamiento de la sociedad, del control de la opinión pública, de deshacerse de cualquier amenaza y asegurar la promoción de los cuadros competentes para estas tareas. A la par que otros coroneles del FLN, Abdelhafid Boussouf veía la guerra como una oportunidad de adiestrar al pueblo, de manera que las aspiraciones del pueblo lo condujeran a su voluntario sometimiento al sistema de “servidores-guías del pueblo”. En Marruecos, Boussouf puso en pie un programa de formación política dentro de la organización militar, que en realidad se resumía en una mezcla de reflejos patrióticos y obediencia ciega al jefe.
En septiembre de 1958, fue nombrado Ministro de Enlace Generales y Comunicaciones dentro del Gobierno Provisional de la República Argelina (GPRA). En enero de 1960, el ministerio fue reemplazado por otro, el Ministerio de Armamento y Enlaces Generales (MALG), del que también estaría a cargo.
A finales de los años 1950, colaboradores de Boussouf, en su mayoría estudiantes de posgrado, fueron recibidos por el KGB en sus escuelas de formación, la promoción fue conocida bajo el nombre de código « alfombra roja ». Aprendieron técnicas de disimulación y organización de provocaciones y complots como método preventivo de destrucción del enemigo. Los miembros de la promoción pasaron a formar parte del núcleo dirigente del  Ministerio de Armamento y Enlaces Generales (MALG), encabezado por Boussouf a principios de 1960. Los jóvenes que trabajaron en secreto para las oficinas del MALG en Libia, Túnez, Marruecos y otros lugares, recibieron el apodo de «Boussouf boys».
Los servicios especiales argelinos dirigidos por Boussouf son conocidos como el «sistema Boussouf», suerte de prototipo político, con una estructura jerárquica, fundado sobre el miedo y la sospecha. El terror servía para imponer el poder, suscitar la delación, sembrar la sospecha, evitar la crítica, la organización y la revuelta.
Durante la guerra de independencia de Argelia, el servicio de inteligencia del FLN dirigido por Boussouf era reputado por su eficacia y por encargarse del trabajo sucio del FLN. Boussouf era considerado como el policía de la oscuridad más poderoso y temido. Su círculo próximo estuvo compuesto por matones, como Al Capone.

## Fábrica de armamento en Marruecos
Entre 1959 y 1962, Abdelhafid Boussouf estuvo al mando de una red de fábricas de armas para el FLN en Marruecos. El troskrista griego, Michalis Raptis, conocido como Pablo, montó en 1959 una fábrica de armas en Marruecos, bajo el mando de Boussouf. La fábrica tuvo trabajando a casi 300 obreros especializados, originarios de Francia, Gran Bretaña, Grecia, Holanda, Alemania, Argentina y Argelia, encerrados en granjas industriales clandestinas. La fábrica estaba vigilada día y noche por soldados del Ejército de Liberación Nacional con el fin de proteger y detectar posibles soplones entre los trabajadores. Boussouf visitaba de manera frecuente los talleres de fabricación de armas.

## Los «3 B»
Dentro del FLN, Abdelhafid Boussouf ocupó posiciones importantes y fue conocido, junto a los militares Krim Belkacem y Lakhdar Ben Tobbal, como los « 3 B ». A partir de 1957, los « 3 B » tomaron las riendas del poder en el FLN. Desde junio de 1957, una lucha por el liderazgo opuso a Abane Ramdane y Krim. Los « 3 B » desconfiaban y querían apartar a Abane. Abane fue asesinado en diciembre de 1957, en Marruecos por hombres de Boussouf.
También, nacieron divisiones entre ellos sobre la cuestión del liderazgo. Tanto Krim, por un lado, y Ben Tobbal y Boussouf, por otro, recurrieron al argumento histórico, Krim reivindicaba su pertenencia al "Comité de los seis", fundadores del FLN, cuando Boussouf y Ben Tobbal afirmaban que los verdaderos fundadores del FLN eran los que participaron en el "Comité de los 22", como ellos, pero del que Krim no llegó a formar parte.
Tras el encuentro de Abbas y Krim con emisarios del entorno del presidente francés, De Gaulle, en Suiza, en el verano de 1958, Boussouf y Ben Tobbal se convirtieron en los primeros defensores de una línea intransigente respeto a las posibilidades de diálogo entre el FLN y De Gaulle. De hecho, fue en parte bajo la influencia de Boussouf y Ben Tobbal que se retomó las acciones terroristas en Argelia y se extendió la lucha armada a la metrópoli francesa; aunque aquella fue reativamente limitada.
En diciembre de 1959, el Ministerio de las fuerzas armadas es reemplazado por el Comité interministerial de la guerra y confiado a Krim, Ben Tobbal y Boussouf.
En los últimos años de la guerra, a la vez que iban creciendo las críticas internas hacia los « 3 B », en particular contra Krim Belkacem, Bumedián se fue alejando de sus compañeros para hacerse con el control total del aparato militar, heredando del sistema Boussouf.